# Dear My Songs〜うたの木〜
『Dear My Songs〜うたの木〜』（ディア・マイ・ソングズ-うたのき）は2008年10月8日にリリースされた渡辺美里のセルフカバー・アルバム (ESCL-3130)。

## 解説
過去に発売されたアルバムの収録曲を、アレンジを変えて録音したセルフカバー・アルバムで、1992年にリリースされた『HELLO LOVERS』以来、16年ぶり2作目となる。
渡辺のライブにバンドメンバーとして参加したことがあるサクソフォーン奏者の山本拓夫、キーボーディストの斎藤有太、ピアニストの斉藤恒芳、ヴァイオリニストの弦一徹に加え、音楽プロデューサーの井上鑑、ギタリストの石成正人・谷本光、アコースティック・ギターデュオのゴンチチ、バンドネオン奏者の小松亮太がレコーディングや編曲に参加している。
前作『ココロ銀河』までプロデュースを担当していた有賀啓雄は本作では担当していない。

## 収録曲
1. Lovin' you
  - 作詞：渡辺美里　作曲：岡村靖幸　編曲：斎藤有太
  - 1986年リリースのアルバム『Lovin' you』の収録曲。
2. My Revolution
  - 作詞：川村真澄　作曲：小室哲哉　編曲：井上鑑
  - 1986年リリースのシングル、アルバム『Lovin' you』の収録曲。
3. 10 years
  - 作詞：渡辺美里　作曲：大江千里　編曲：弦一徹
  - 1988年リリースのアルバム『ribbon』の収録曲、シングル「君の弱さ」のカップリング曲。
4. サンキュ
  - 作詞・作曲：渡辺美里　編曲：ゴンチチ
  - 2000年リリースのアルバム『Love♥Go Go!!』の収録曲。
5. 素顔
  - 作詞：大江千里・渡辺美里　作曲：大江千里　編曲：小松亮太
  - 1998年リリースのシングル、アルバム『ハダカノココロ』の収録曲。
6. BELIEVE
  - 作詞：渡辺美里　作曲：小室哲哉　編曲：谷本光
  - 1986年リリースのシングル、アルバム『ribbon』の収録曲。
7. ココロ銀河
  - 作詞：渡辺美里　作曲：川村結花　編曲：斉藤恒芳
  - 2007年リリースのアルバム『ココロ銀河』の収録曲。
8. PAJAMA TIME
  - 作詞：MISATO　作曲：小室哲哉　編曲：山本拓夫
  - 1987年リリースのアルバム『BREATH』の収録曲。
9. 悲しいボーイフレンド
  - 作詞・作曲：大江千里　編曲：石成正人
  - 1985年リリースのアルバム『eyes』の収録曲。
10. 悲しいね
  - 作詞：MISATO　作曲：小室哲哉　編曲：斉藤恒芳
  - 1987年リリースのシングル、アルバム『ribbon』の収録曲。
11. My Love Your Love(たったひとりしかいない あなたへ)
  - 作詞・作曲：渡辺美里　編曲：井上鑑
  - 1996年リリースのシングル、アルバム『Spirits』の収録曲。
12. Kiss from a rose
  - 作詞：渡辺美里　作曲：TAKURO　編曲：弦一徹
  - 2005年リリースのアルバム『Sing and Roses〜歌とバラの日々〜』の収録曲。

## クレジット

### レコーディングメンバー
| Lovin' you - Piano：斎藤有太 - Mixed, Recorded : 飯尾芳史 My Revolution - Drums：山木秀夫 - E.Bass：高水健司 - E.Guitar：今剛 - Piano & Keyboard：井上鑑 - S.Saxophone：山本拓夫 - Percussion：三沢またろう - Strings：金原千恵子ストリングス - Background Vocals：高尾直樹, 坪倉唯子 - Mixed, Recorded : 赤川新一 - Vocal Recorded : 伊東俊郎 10 years - Strings：弦一徹ストリングス - Mixed, Recorded : 村瀬範恭 - Vocal Recorded : 伊東俊郎 サンキュ - Nylon Strings Guitar, Soprano Guitar：ゴンザレス三上 - Steel Strings Guitar：チチ松村 - Clarinet：板倉康明 - Violin：城戸喜代 - Viola：渡部安見子 - Cello：三宅進 - Mixed, Recorded : 中林慶一 - Vocal Recorded : 伊東俊郎 素顔 - Bandneon：小松亮太 - Piano：黒川弘 - Bass：川辺和弘 - E.Guitar：桜井芳樹 - Violin：近藤久美子 - Mixed, Recorded : 種村尚人 - Vocal Recorded : 伊東俊郎 BELIEVE - A. Guitar：谷本光, 皆川太一 - Mixed, Recorded : 伊東俊郎 ココロ銀河 - Strings：城戸ストリングス - Harp：朝川朋之 - Flute：高桑英世 - Oboe：石橋雅一 - Horn：南浩之, 中島大之 - All Other Instruments：斉藤恒芳 - Mixed, Recorded : 伊東俊郎 | PAJAMA TIME - Drums：山木秀夫 - W.Bass：高水健司 - E.Guitar：石成正人 - Piano：松本圭司 - Trumpet：西村浩二, 菅坡雅彦 - Trombone：村田陽一, 広原正典 - A.Saxophone：本間将人 - T/B.Saxophone, Flute：山本拓夫 - Programming：スパム春日井 - Mixed, Recorded : 飯尾芳史 悲しいボーイフレンド - A.Guitar：石成正人 - Mixed, Recorded : 飯尾芳史 悲しいね - Strings：城戸ストリングス - Harp：朝川朋之 - Flute：高桑英世 - Oboe：石橋雅一 - Horn：南浩之, 中島大之 - All Other Instruments：斉藤恒芳 - Mixed, Recorded : 伊東俊郎 My Love Your Love -たったひとりしかいない あなたへ- - Drums：山木秀夫 - E.Bass：高水健司 - E/A.Guitar：今剛 - Piano：井上鑑 - S.Saxophone, Harmonica, Flute：山本拓夫 - Strings：金原千恵子ストリングス - Background Vocals：高尾直樹, 坪倉唯子 - Mixed, Recorded : 赤川新一 - Vocal Recorded : 伊東俊郎 Kiss from a rose - W.Bass：竹下欣伸 - G.Guitar：越田太郎丸 - Piano：榊原大 - Percussion：安井源之新 - Strings：弦一徹ストリングス - Programming：藤間仁 - Background Vocals：榊原大, 竹下欣伸, 越田太郎丸, 安井源之新, 弦一徹, 森琢哉, 金子芳子, 永田真希, 門脇大輔, 西村智佳子, 森田香織, 藤間仁, 後藤秀人, 鈴木陽介, 横尾隆, 加納迅, 茂住亮介 - Mixed, Recorded : 村瀬範恭 - Vocal Recorded : 伊東俊郎 |

### スタッフ
- Produced: 渡辺美里
- Mastered: Ted Jensen
- A&R Producer: 岡田宣
- Director: 鈴木陽介
- A&R: おおさわまこと
- Art Direction,Desgin: 小林陽子
- Photography: niwa.
- Executive Producer: 小林和之, いしいよりお